# Rallye des Pharaons
Le Rallye des Pharaons est un rallye-raid égyptien de 3 100 km fondé par Fenouil, comptant pour la Coupe du monde des rallyes tout-terrain. Il part du Caire et finit à la Nécropole de Gizeh.

## Historique

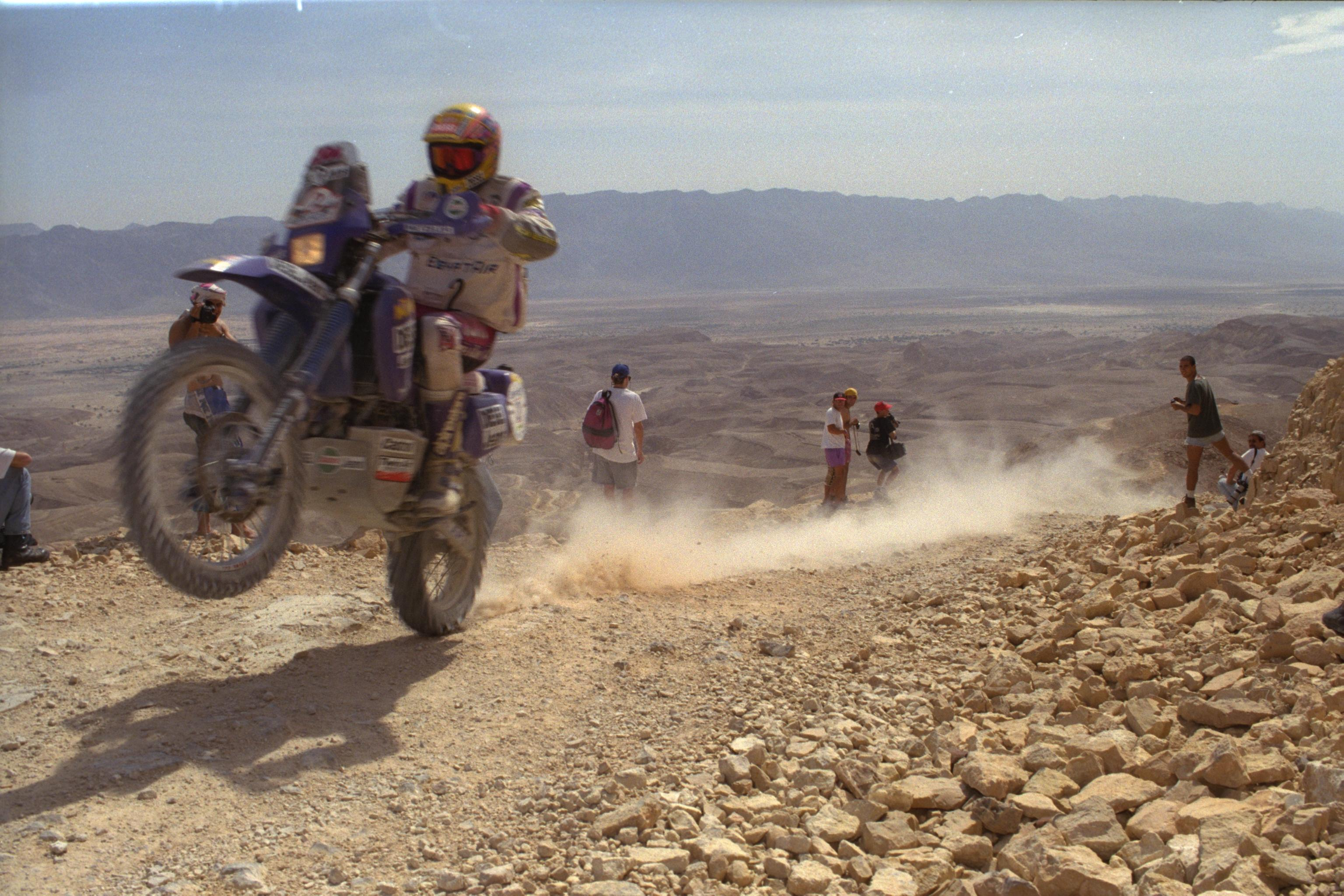
Rallye des Pharaons 1994

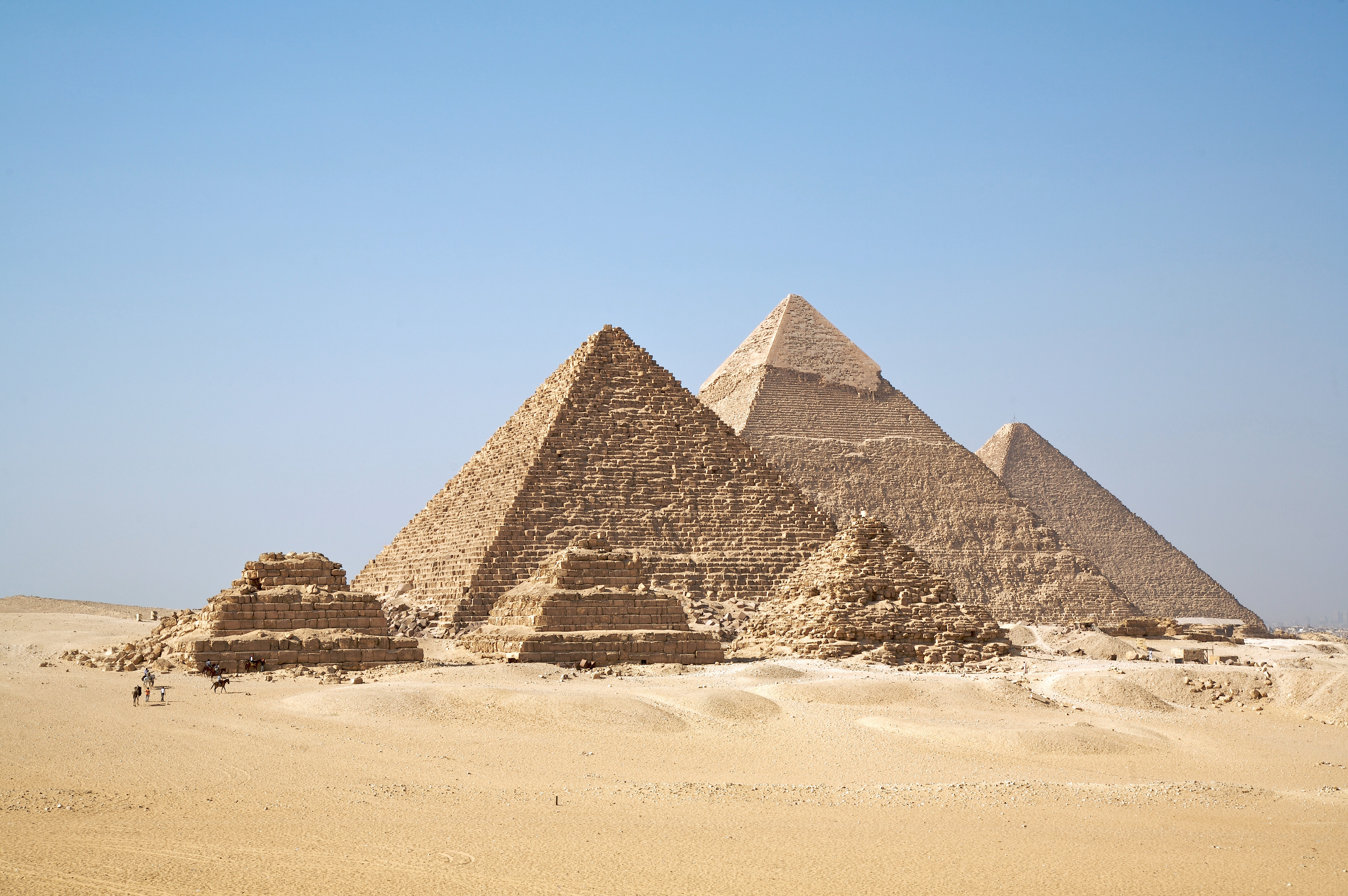
Arrivée du Rallye des Pharaons à la Nécropole de Gizeh.

Le Rallye des Pharaons est fondé en 1982 par Jean-Claude Morellet, alias Fenouil, connu de tous les passionnés de rallyes africains, et directeur du Rallye Dakar en 1994.
La première édition en 1982 est réservée aux autos, les motos les rejoignent dès 1983.
Le finlandais Ari Vatanen l'a remporté à trois reprises consécutivement.

## Palmarès
| Année       | Autos (pilote / copilote)                          | Motos                        | Camions (pilote / copilote)                                   |                 |
| ----------- | -------------------------------------------------- | ---------------------------- | ------------------------------------------------------------- | --------------- |
| 1982        | André Trossat / Jean-Claude Briavoine - Lada       | Edi Orioli - Honda           | –                                                             |                 |
| 1983        | Jean-Claude Briavoine / Catherine Plessis - Lada   | Patrick Drobecq - Honda      | –                                                             |                 |
| 1984        | Christian Avril / Gérard Troublé - Aro-Chrysler    | Gaston Rahier - BMW          | –                                                             |                 |
| 1985        | Saeed Al-Hajri / John Spiller - Porsche            | Gaston Rahier - BMW          | Zdeněk Kovář / Brzobohatý / Héritier - LIAZ                   |                 |
| 1986        | Miguel Prieto / Termanz - Nissan                   | Franco Picco - Yamaha        | Jean Francois Bonvin / Jacquerod / Missilliez - Mercedes-Benz |                 |
| 1987        | Ari Vatanen / Bruno Berglund - Peugeot 205 T. 16   | Alessandro De Petri - Cagiva | Georges Groine / Ferri - Mercedes-Benz                        |                 |
| 1988        | Ari Vatanen / Bruno Berglund- Peugeot 405 T. 16    | Gaston Rahier - Suzuki       | Francesco Perlini / G. Belotti / Claudio Vinante - Perlini    |                 |
| 1989        | Ari Vatanen / Bruno Berglund - Peugeot 405 T. 16   | Alessandro De Petri - Cagiva | –                                                             |                 |
| 1990        | Hubert Auriol / Philippe Monnet - Lada Niva        | Alessandro De Petri - Yamaha | Laurent Gueguen / Damereu - Mercedes-Benz                     |                 |
| 1991        | Ari Vatanen / Bruno Berglund - Citroën ZX R.-raid  | Danny Laporte - Cagiva       | Jérôme Pelichet / Pelichet / Musitelli - Mercedes-Benz        |                 |
| 1992        | Jean-Louis Schlesser - Buggy Schlesser             | Franco Picco - Cagiva        | Maurizio Traglio / Del Prete - Mercedes-Benz                  |                 |
| 1993        | Timo Salonen / Fred Gallagher - Citroën ZX R.-raid | Edi Orioli - Cagiva          | Maurizio Traglio / Pio - Mercedes-Benz                        |                 |
| 1994        | Jean-Louis Schlesser - Buggy Schlesser             | Heinz Kinigadner - KTM       | –                                                             |                 |
| 1995 à 1997 | Épreuve annulée                                    | Épreuve annulée              | Épreuve annulée                                               | Épreuve annulée |

| Année | Autos (pilote / copilote)                 | Motos                   | Camions (pilote / copilote)                          | Quads             |
| ----- | ----------------------------------------- | ----------------------- | ---------------------------------------------------- | ----------------- |
| 1998  | Giorgio Beccaris / Roberto Ferrari        | Fabrizio Meoni          | –                                                    | –                 |
| 1999  | Gérard Marcy / Jean-Paul Cottret          | Fabrizio Meoni          | –                                                    | –                 |
| 2000  | Grégoire De Mévius / Alain Guéhennec      | Fabrizio Meoni          | –                                                    | –                 |
| 2001  | José Luis Monterde / Rafael Tornabell     | Fabrizio Meoni          | Gilberto Sandretto / Corrado Pattono                 | –                 |
| 2002  | Balázs Szalay / Aladar Lakloth            | Richard Sainct          | Giacomo Vismara / Giuseppe Panseri / Marco Sangalli  | –                 |
| 2003  | Yves Loubet / Jacky Dubois                | Nani Roma-KTM           | Teruhito Sugawara / Masahiro Saiki                   | –                 |
| 2004  | Alain De Mévius / Emmanuel Eggermont      | Pal Anders Ullevalseter | Giacomo Vismara / Mario Cambiaghi                    | –                 |
| 2005  | Stéphane Henrard / Antonia De Roissard    | Marc Coma               | Giuseppe Panseri / Marco Piana / Oscar Mor           | –                 |
| 2006  | Sergey Shmakov / Konstantin Meshcheryakov | Marc Coma               | Giacomo Vismara / Mario Cambiaghi / Paola Bellina    | –                 |
| 2007  | Christian Lavieille / François Borsotto   | Marc Coma               | Matteo Paccani / Attilio Brevi                       | –                 |
| 2008  | Christian Lavieille / François Borsotto   | David Casteu            | Matteo Paccani / Attilio Brevi / Luca Baschenis      | –                 |
| 2009  | Jérôme Pelichet / Eugénie Decre           | Cyril Despres           | Épreuve annulée                                      | Camélia Liparoti  |
| 2010  | Jean-Louis Schlesser / Arnaud Debron      | Marc Coma               | Luisa Trucco / Corrado Pattono                       | Marcos Patronelli |
| 2011  | Jean-Louis Schlesser / Arnaud Debron      | Marc Coma               | Marco Piana / Christophe Troesch / Jarosław Kazberuk | Lilian Lancelevée |
| 2012  | Khalifa Al Mutaiwei / Andreas Schulz      | Joan Barreda Bort       | Épreuve annulée                                      | Łukasz Łaskawiec  |
| 2013  | Épreuve annulée                           | Épreuve annulée         | Épreuve annulée                                      | Épreuve annulée   |
| 2014  | Yazeed Al-Rajhi / Timo Gottschalk         | Juan Carlos Salvatierra | –                                                    | Rafal Sonik       |
| 2015  | Nasser Al-Attiyah / Matthieu Baumel       | Jakub Kuba Piatek       | Artur Ardavichus / Alexey Nikizhev / Jakub Hřava     | Mohammed Abu-Issa |

## Remarque
- Durant les quinze premiers jours d'avril 1938 est organisé un "Rallye d'Égypte", par le Royal Automobile-Club d'Égypte, les départs ayant lieu des principales villes d'Afrique du Nord et de Syrie, pour rejoindre Le Caire[3].